# مارسل دومینگو
مارسل دومینگو (انگلیسی: Marcel Domingo; ۱۵ ژانویهٔ ۱۹۲۴ – ۱۰ دسامبر ۲۰۱۰) بازیکن و مربی فوتبال اهل فرانسه بود.
از باشگاه‌هایی که در آن بازی کرده‌است می‌توان به باشگاه فوتبال نیس، باشگاه فوتبال اسپانیول، و باشگاه فوتبال اتلتیکو مادرید، باشگاه فوتبال المپیک مارسی، باشگاه فوتبال نیس، باشگاه فوتبال اسپانیول، و باشگاه فوتبال رئال بتیس اشاره کرد.
وی همچنین در تیم‌های ملی فوتبال فرانسه و کاتالونیا بازی کرده‌است.